# 西野元

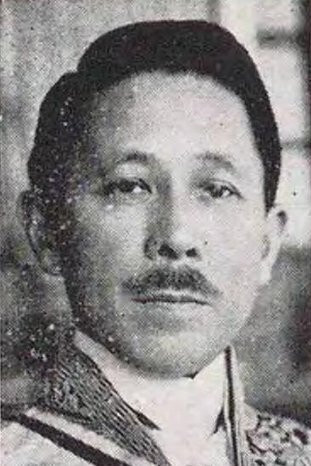
西野元

西野 元（にしの げん、1875年（明治8年）11月29日 - 1950年（昭和25年）8月3日）は、日本の大蔵官僚、政治家、銀行家。大蔵次官、貴族院議員、枢密顧問官。大蔵省の至宝といわれた人物で、八八艦隊計画成立後に、海軍首脳に対しその実施不可能であることを踏まえワシントン会議に臨むよう訴えた。

## 経歴
茨城県出身。西野元聿の長男として生まれる。水戸中学校、第一高等学校を経て、1902年（明治35年）7月、東京帝国大学法科大学政治学科を優等で卒業し、銀時計を授与された。同年11月、文官高等試験行政科試験に首席合格。同年12月、臨時秩禄処分調査局属兼大蔵属に任官。
1903年（明治36年）1月、大蔵省試補となり総務局文書課に配属。以後、税務監督局事務官兼大蔵書記官、兼大蔵省参事官、主計局予算決算課長、兼主計局司計課長、横浜税関長、大蔵省主計局長などを歴任。
1922年（大正11年）6月、大蔵次官に就任し、1924年（大正13年）6月まで在任し退官。同年同月8日、貴族院勅選議員に任じられ、研究会に属し1946年（昭和21年）6月20日まで在任。その他、十五銀行頭取、日本勧業銀行総裁、枢密顧問官などを務めた。
1935年2月、前月に死去した元蔵相、藤井真信の葬儀委員長を勤めている。墓所は染井霊園。

## 栄典
位階
- 1903年（明治36年）11月10日 - 従七位[6]
- 1906年（明治39年）5月30日 - 正七位[6]
- 1908年（明治41年）7月20日 - 従六位[6]
- 1910年（明治43年）8月20日 - 正六位[6]
- 1913年（大正2年）9月30日 - 従五位[6]
- 1916年（大正5年）2月12日 - 正五位[6]
- 1920年（大正9年）9月30日 - 従四位[6]

勲章等
- 1906年（明治39年）4月1日 - 勲六等瑞宝章[6]
- 1911年（明治44年）6月28日 - 勲五等瑞宝章[6]
- 1912年（大正元年）
  - 8月1日 - 韓国併合記念章[6]
  - 12月6日 - 勲四等旭日小綬章[6]
- 1915年（大正4年）
  - 11月7日 - 勲三等旭日中綬章・大正三四年従軍記章[6]
  - 11月10日 - 大礼記念章（大正）[6]
- 1920年（大正9年）11月1日 - 勲二等旭日重光章[6][7]
- 1921年（大正10年）7月1日 - 第一回国勢調査記念章[8]
- 1922年（大正11年）7月27日 - 金杯一組[6]
- 1923年（大正12年）9月1日 - 勲一等瑞宝章[6]
- 1928年（昭和3年）11月10日 - 金杯一個・大礼記念章（昭和）[6]
- 1930年（昭和5年）12月5日 - 帝都復興記念章[6][9]
- 1934年（昭和9年）4月29日 - 金杯一個[6]
- 1940年（昭和15年）11月10日 - 紀元二千六百年祝典記念章[6]

外国勲章佩用允許
- 1911年（明治44年）10月31日 - 大清帝国：三等第一双竜宝星[6]
- 1934年（昭和9年）3月1日 - 満州帝国：大満洲国建国功労章[6]
- 1935年（昭和10年）9月21日 - 満州帝国：満州帝国皇帝訪日記念章[6]
- 1941年（昭和16年）12月9日 - 満州帝国：建国神廟創建記念章[6]

## 親族
- 小松原隆二 - 妹の夫。姫路高等学校校長・第八高等学校校長・富山高等学校校長